# Jan Velička
Jan Velička (9. listopadu 1985 – 6. května 2016) byl český pornoherec účinkující v heterosexuální, bisexuální i gay pornografii. Vystupoval pod mnoha různými pseudonymy, nejčastěji však jako Denis Reed.

## Život
Narodil se 9. listopadu 1985. Studoval leteckou mechaniku na Středním odborném učilišti Aero Vodochody v Odoleně Vodě a v té době se přes inzerát dostal k účinkování v pornografii.
V roce 2005 se objevil pod svým civilním jménem Jan Velicka v produkci značky Best Czech Boys Production, jako Sven Capsson ve filmech Bubble B Entertainment, dále následovaly značky Pelikan Video, Eagle Video, Au Natural Productions, JH Production, Puppy Productions, U.S. Male Studios, AVI Production, Ayor Studios a další. V letech 2005–2007 pracoval jako Pavel Matous také pro pražské studio amerického režiséra a producenta Williama Higginse. V následujícím období natočil např. řadu bisexuálních a skupinových scén pro série Guys Go Crazy a Bi Maxx studia Eromaxx, točil pro značky Vimpex Gay Media, Sparta Video, Gordi Films, Hammer Entertainment. Objevil se i ve filmech amerického studia Falcon (Uprising, Roman's Holiday 2, Czech Tales 1). Pracoval také pro německé studio Marcela Bruckmanna Man's Art, resp. XY Studios, díky jehož filmu Boys at Service byl v roce 2009 nominován v jedné z kategorií HustlaBall Award.
V druhé dekádě 21. století účinkoval mimo jiné v produkci Staxus Films nebo BigDaddy.com, byl také jedním z tzv. lovců kluků z ulice ve formátu Czech Hunter, heterosexuální a bisexuální scény točil pro značky Doghouse Digital, Combat Zone, Bluebird Films a další. Na podzim 2013 proběhla českými bulvárními médii zpráva o tom, že se dcera prezidenta Miloše Zemana Kateřina Zemanová nebo jí velmi podobná dívka měla jako komparzistka zúčastnit hromadné párty s natáčením pornografického filmu, a Velička byl novináři jakožto aktivní účinkujíci zpovídán. Následně si postěžoval, že kvůli tomu upadl v branži v nelibost.
Patřil patrně k nejproduktivnějším hercům všech dob, server Gay Erotic Video Index jej uvádí na třetím místě s celkem 252 filmy a mezinárodní filmová databáze IAFD v roce 2014 dokladovala účast ve více než 400 snímků větší produkce. Na jaře 2011 byl také např. uváděn jako třetí nejsledovanější herec v erotické aplikaci RealTouch.
Z několikaletého vztahu s přítelkyní měl malého syna. Dne 6. května 2016 při jízdě na motocyklu nezvládl řízení a havaroval do stromu, vážným zraněním při převozu do nemocnice podlehl.

## Ocenění
- 2009: HustlaBall Award – nominace na nejlepšího aktivního herce (Best Top) za film Boys at Service (XY-Studios)[7]